# Bryony Shaw
Bryony Elisabeth Shaw (Wandsworth, 28 de abril de 1983) é uma velejadora britânica, medalhista olímpica.

## Carreira
Shaw representou seu país nos Jogos Olímpicos de Verão de 2008 e 2012, na qual conquistou medalha de bronze na classe RS:X em 2008. 